# Український реєстр донорів кісткового мозку
Український реєстр донорів кісткового мозку, УРДКМ (Ukrainian Bone Marrow Donor Registry, UBMDR) — це український благодійний фонд, заснований для допомоги в пошуку неродинного донора пацієнтам із лейкемією та іншими важкими захворюваннями крові, що потребують трансплантації кісткового мозку.
Метою роботи реєстру є забезпечити кожного пацієнта, який потребує трансплантації кісткового мозку, можливістю знайти неродинного донора та отримати шанс на життя.

## Історія
Ідея створення Українського реєстру донорів кісткового мозку виникла після особистої історії, яку пережила одна з його засновниць — Юлія Куць. Влітку 2017 року Юлія разом із чоловіком Романом та родиною поїхала на стоматологічну конференцію у Швейцарії. На зворотному шляху Юлії стало зле — почалася сильна кровотеча.
Після повернення в Україну лікарі поставили їй важкий діагноз — апластична анемія. Єдиним її шансом на одужання була трансплантація кісткового мозку. Але на той момент в Україні такі операції від родинних, а тим більше неродинних донорів для дорослих пацієнтів не проводились. Тому єдиним варіантом було лікування за кордоном. На щастя, брат Юлії виявився повністю сумісним донором, і вже за два місяці вона пройшла трансплантацію в Польщі. Це був рятівний збіг, адже більшість пацієнтів — близько 75% — не мають родинного донора і змушені шукати сумісного серед незнайомих добровольців у спеціалізованих реєстрах.
Саме тому так важливо розвивати національний реєстр донорів — адже українці найчастіше є сумісними для інших українців. Поповнення власного реєстру підвищує шанси на вчасне та доступне лікування для багатьох пацієнтів у межах країни.
Ця історія стала особистою мотивацією для Юлії та Романа Куць змінити ситуацію. У 2018 році, через рік після трансплантації, вони створили Український реєстр донорів кісткового мозку (UBMDR) — незалежну організацію, яка допомагає людям з важкими захворюваннями, такими як лейкемія, рак крові, апластична анемія, імунодефіцити та інші, знайти неродинного донора та отримати рятівну трансплантацію кісткового мозку.
З моменту свого створення реєстр активно співпрацює зі світовими лабораторіями та реєстрами інших країн: для аналізу ДНК українських донорів залучили одну з найкращих лабораторій у світі — DKMS Life Science Lab GmbH у Німеччині. А вже з 2019 року UBMDR став частиною Світового реєстру донорів кісткового мозку (WMDA), що дало змогу шукати потенційних донорів по всьому світу. Це суттєво підвищило шанси українських пацієнтів отримати вчасну допомогу.
Одна з найбільших перемог реєстру — проведення першої трансплантації кісткового мозку від неродинного донора в Україні, на базі НДСЛ ОХМАТДИТ 1 квітня 2020 року. Ця операція стала вагомим зрушенням, адже раніше такі трансплантації у країні не проводились. Реєстр знайшов донора з Німеччини для дитячого пацієнта з первинним імунодефіцитом, і ця трансплантація врятувала йому життя. Станом на квітень 2025 року в Україні вже проведено 200 трансплантацій кісткового мозку від неродинного донора.
У 2022 році УРДКМ повністю інтегрувався в глобальну систему обміну даними – світовий реєстр WMDA. І вперше українці отримали можливість стати донорами для людей з інших країн. У 2025 році одна з донорок з України врятувала пацієнта з Європи — це стало важливою віхою в історії реєстру й підтвердило його ефективність як частини світової донорської спільноти.

### Законодавчі ініціативи
До 2020 року неродинні трансплантації кісткового мозку в Україні не проводилися — пацієнти були змушені шукати допомоги за кордоном. Прорив став можливим завдяки ініціативі народного депутата України, голови підкомітету з питань сучасних медичних технологій та розвитку трансплантології Комітету з питань здоров’я нації Верховної Ради України Оксани Дмитрієвої, яка стала автором змін до законодавства у сфері трансплантації. Прийняті у грудні 2019 року зміни дозволили функціонувати недержавним реєстрам донорів, що, зокрема, дало змогу 1 квітня 2020 року провести першу в Україні трансплантацію кісткового мозку від неродинного донора та розпочати цей процес.
Цей закон став фундаментом для створення повноцінної системи трансплантації в країні, відкривши шлях до лікування важких захворювань в Україні та давши шанс пацієнтам на одужання без необхідності виїзду за кордон.
Зараз усі трансплантації кісткового мозку в Україні сплачує держава у повному обсязі. З 2020 по 2024 рік трансплантації фінансувалися в рамках пілотного проєкту Міністерства охорони здоров’я України. Однак з січня 2024 року ці медичні послуги увійшли до Програми медичних гарантій та фінансуються Національною службою здоров’я України (НСЗУ) на постійній основі. Таким чином, пацієнтам більше не потрібно збирати значні кошти самостійно чи виїжджати за кордон — держава забезпечує повне покриття витрат на лікування.

## Основна діяльність
- Інформування та популяризація донорства гемопоетичних стовбурових клітин в Україні.
- Реєстрація потенційних донорів кісткового мозку та формування реєстру неродинних донорів. Реєстр співпрацює зі світовим реєстром донорів кісткового мозку WMDA (The World Marrow Donor Association) і включений до переліку світових реєстрів донорів.[4]
- Співпраця з лабораторією DKMS Life Science Lab GmbH (Німеччина), яка проводить аналіз ДНК відповідно до стандартів EFI (European Federation of Immunogenetics) та ASHI (American Society for Histocompatibility and Immunogenetics)
- Забезпечення  донорського етапу усіх неродинних трансплантацій кісткового мозку в Україні.
- Пошук донора в Україні та світі, забезпечення обстеження донора та організація донації, забезпечення доставки живих гемопоетичних клітин до центру трансплантації.

### Співпраця з медичними установами
З 2020 року «Український реєстр донорів кісткового мозку» почав укладати договори про співпрацю з медичними установами, які виконують алогенну трансплантацію кісткового мозку. Наразі співпраця налагоджена з такими медичними установами, які виконують трансплантації від неродинного донора:
- НДСЛ «ОХМАТДИТ» (м. Київ) — найбільша дитяча лікарня в Україні.
- Комунальне некомерційне підприємство «Клінічний центр онкології, гематології, трансплантології та паліативної допомоги Черкаської обласної ради»
- КНП «Київський міський центр нефрології та діалізу»